# Химахима
Химахима (лат. Milvago chimachima) — вид хищных птиц семейства соколиных, обитающий преимущественно в северной и центральной части Южной Америки.

## Описание
Оперение кремового или бежевого цвета. Кроющие крыла чёрно-коричневого цвета. На голове позади глаз проходит чёрная полоса. Хвост слегка полосатый. Длина тела от 40 до 46 см, а размах крыльев 81—95 см. Как и у большинства хищных птиц, самец немного меньше самки. Самцы весят 300 г (235—329 г), самки — 330 г (297—364 г).

## Места обитания
Вид распространён в большей части Южной Америки к востоку от Анд, от северной Аргентины до Центральной Америки. В Коста-Рике наблюдается с 1973 года и с тех пор значительно расширил свой ареал.
Химахима предпочитает открытые, безлесные места обитания, часто встречается в культурных ландшафтах и на пастбищах. В закрытых лесных районах встречается в основном вдоль крупных рек.

## Питание
Питается падалью, как правило, более мелких животных. Очень часто птиц можно наблюдать на крупном рогатом скоту и других крупных животных, которых они проверяют на наличие клещей и насекомых. Также роется в земле в поисках насекомых, червей и других беспозвоночных.

## Галерея

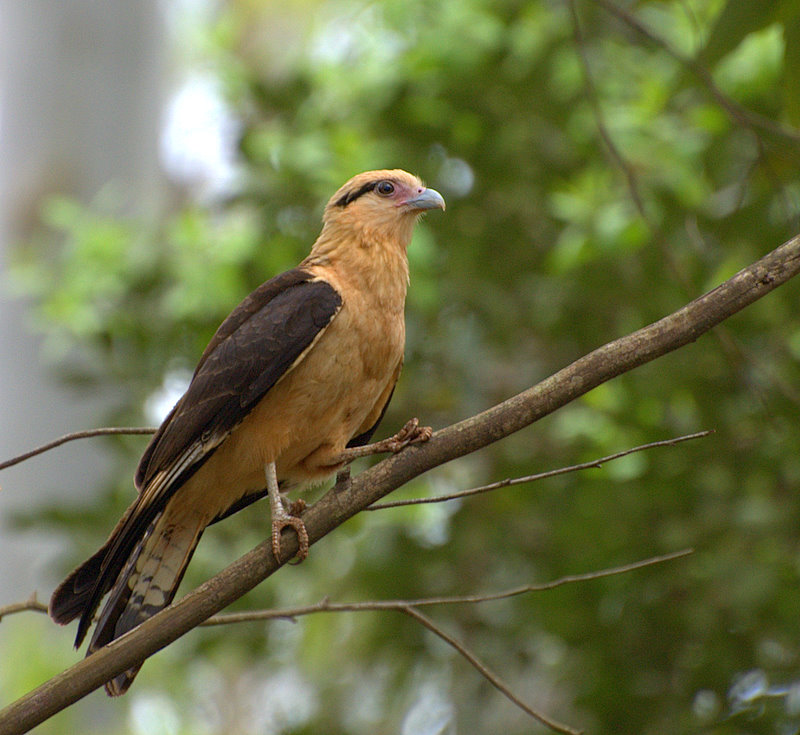
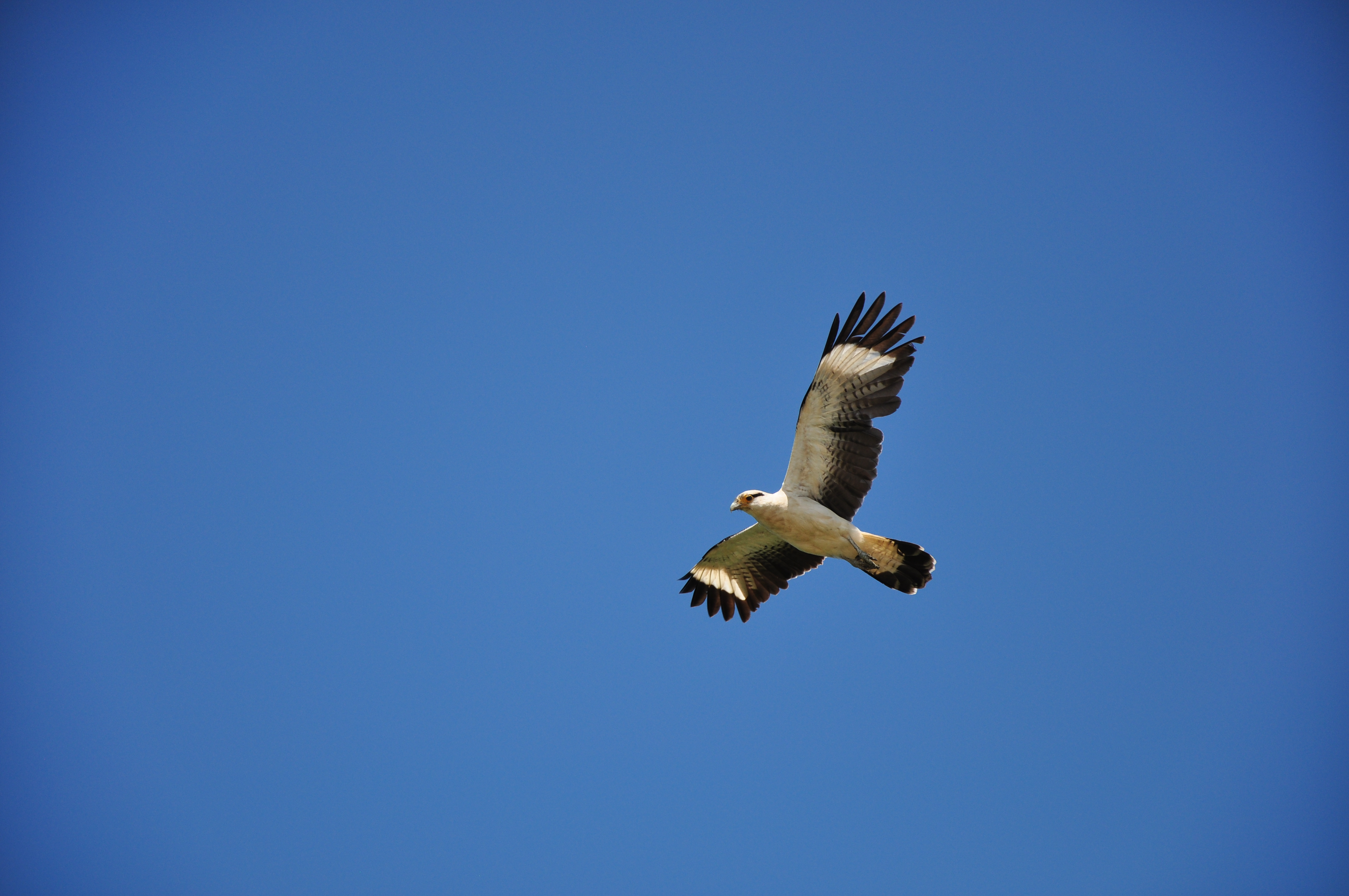
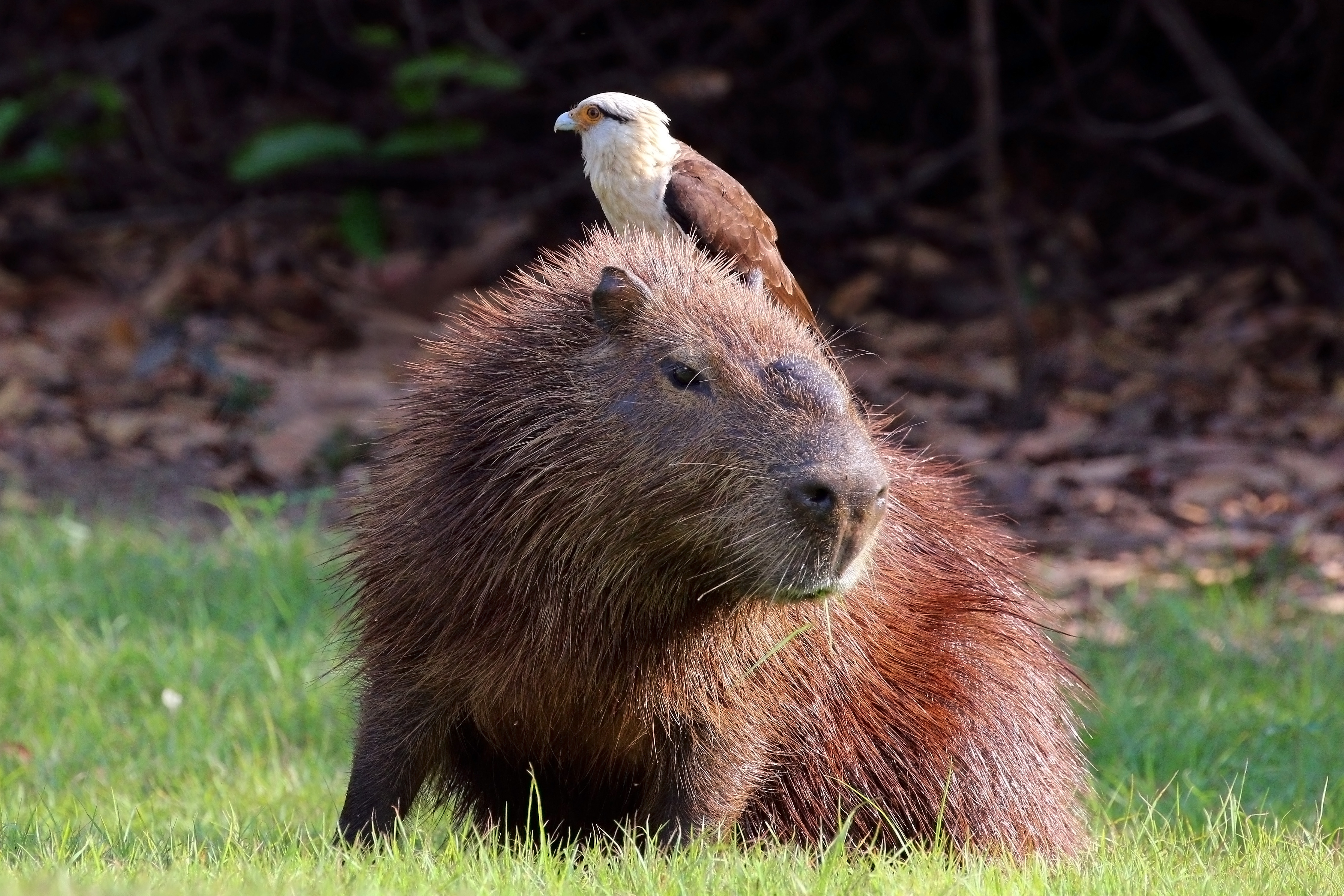
Химахима стоит на спине капибары, Пантанал, Бразилия